# Il Giornalino
Il Giornalino è una rivista italiana per ragazzi di fumetti e rubriche di vario genere di ispirazione cattolica pubblicata in Italia dal 1924 dalle Edizioni San Paolo.

## Storia editoriale
Il settimanale venne ideato dal sacerdote Giacomo Alberione, fondatore della Pia Società San Paolo il cui obiettivo era quello di diffondere il Vangelo attraverso i vari mezzi di comunicazione; oltre che nelle edicole, il settimanale venne distribuito nelle chiese. Per un breve periodo nel 1930 venne assorbito nella testata Il Corrierino Novellino. Nel 1937 venne effettuato un primo restyling grafico che lo rese simile al Corriere dei Piccoli e pubblica anche storie a fumetti ma prive di nuvolette; dagli anni quaranta le pagine a fumetti sono quattro pagine sulle otto totali e gli autori più pubblicati furono Mario Barberis e Attilio Mussino. Le vicende della seconda guerra mondiale costringono a una temporanea interruzione fino al 25 novembre 1945 quando ricomincia a essere pubblicato regolarmente. Fra gli autori più presenti in questo periodo ci furono Ennio Zedda e soprattutto Raoul Traverso, il quale scriverà storie per oltre mezzo secolo. 
Negli anni cinquanta viene dato spazio anche al fumetto umoristico e, negli anni sessanta venne aumentato il numero di pagine, 24 nel 1961, 32 nel 1965 e 56 dal 1969. Negli anni settanta vennero pubblicate serie a fumetti come Larry Yuma, Il commissario Spada e Bellocchio e Leccamuffo oltre a trasposizioni a fumetti di romanzi classici, che diverranno una caratteristica della testata; nel 1973 vi esordì la versione a fumetti de La Linea di Osvaldo Cavandoli e Pinky di Massimo Mattioli; nel 1974 vennero introdotte schede per le ricerche scolastiche e vengono pubblicati anche fumetti di produzione estera come Asterix e Lucky Luke. 
Negli anni ottanta, su idea originale e testi dello sceneggiatore Marco Di Tillo, furono realizzate le serie: I grandi del jazz, I grandi del calcio e I grandi del cinema, realizzate dai più noti disegnatori della testata.
Nel 1988 ci fu un altro restyling e vennero aggiunte rubriche sportive; negli anni novanta vennero pubblicate serie a fumetti di produzione italiana trasposizione di noti cartoni animati come Flintstones, I Jetsons, l'Orso Yoghi, Scooby Doo.
Per i bambini della scuola materna, di età compresa tra i 3 e i 6 anni, le edizioni San Paolo hanno creato una apposita rivista: G Baby.
Caratteristica della rivista è stata la presenza di inserti intitolati Conoscere Insieme utili per le ricerche scolastiche. Si trattava di allegati che nel corso degli anni hanno assunto varie forme: inserti presenti nelle pagine centrali della rivista da staccare e conservate, schede da raccogliere in appositi contenitori ad anelli, o libretti già rilegati. 
Fino al 2013 si è rivolto ad un pubblico di preadolescenti ed adolescenti fino alla maggiore età, successivamente a bambini in età da scuola elementare creando per i ragazzi più grandi una nuova rivista chiamata superG. In questi anni si è distinta per il suo impegno Gabriella Melis nella redazione.
Da ottobre 2024, in occasione del centenario, Il Giornalino cambia formula: rinnova la veste grafica, continua ad uscire ogni settimana ma ogni numero diventa tematico (natura, scienza, arte, storie e risate) e, quindi, ogni numero diventa un mensile a sé per un totale di quattro numeri al mese.

## Elenco serie a fumetti e degli autori
Nel corso degli anni il Giornalino ha pubblicato riduzioni a fumetti di classici della letteratura come L'isola misteriosa (1970), L'ultimo dei Mohicani, Un capitano di quindici anni (1972), I figli del capitano Grant (1974),  La tempesta (1975), Amleto (1976), Romeo e Giulietta (1976), Viaggio al centro della terra (1978),  La regina dei Caraibi (1978), Gargantua e Pantagruel (1979), Le tribolazioni di un cinese in Cina (1980), L'isola del tesoro (1981), Il giornalino di Gian Burrasca (1983), Le avventure di Tom Sawyer (1984), I promessi sposi (1985), Piccole donne (1986), La freccia nera (1988), Un americano alla corte di Re Artù, Il miraggio dello sconosciuto Kadath (1990), I miserabili (1991), La Divina Commedia (1994), Lazarillo de Tormes (1994/95), Robinson Crusoe (1997), Lord Jim, Robin Hood, La banconota da un milione di sterline, Le montagne della follia, l'Odissea e molti altri. 
Sono stati pubblicati personaggi originali come Bellocchio e Leccamuffo, Bob Kent, Capitan Erik, Capitan Rogers, Dodo & Cocco, Jack Speed, Larry Yuma, Micromino, Nicoletta, Piccolo Dente, Pinky, Pon Pon, Rosco & Sonny, Yelo III, La Pattuglia Ecologica, Pallino, Gli Angeli del West, Mitty, Jacopo del Mare, Ricky Bravo, Vita da cani, Susanna, Agente Allen e altri ancora come Il commissario Spada di Gianluigi Gonano e Gianni De Luca negli anni settanta.
Ha pubblicato inoltre, su licenza, storie di personaggi famosi come i Puffi, Lucky Luke, i Looney Tunes (Bugs Bunny, Duffy Duck, Gatto Silvestro), don Matteo, le Winx, Braccio di Ferro, i personaggi Hanna-Barbera (come I Flintstones, I Jetsons, l'Orso Yoghi, Scooby Doo e Tom & Jerry e tanti altri), Asterix, le Tartarughe Ninja nonché gli adattamenti fumettistici della saga di Jurassic Park (1993) e di Star Wars (1997). 

Vi hanno lavorato grandi autori di fumetti come Renata Gelardini, Severino Baraldi, Dino Battaglia, Massimo Fecchi, Benito Jacovitti, Sergio Zaniboni, Ferdinando Tacconi, Luciano Bottaro, Franco Caprioli, Gianni De Luca, Sergio Toppi, Marco Di Tillo, Massimo Mattioli, Tiziano Sclavi, Giorgio Cavazzano, Alfredo Castelli, Giovanni Boselli Sforza, Lino Landolfi, Piero Lusso, Carlo Peroni, Paolo Piffarerio, Gino Gavioli, Toni Pagot, Carlo Boscarato, Ruggero Giovannini, Luciano Giacotto, Ferruccio Alessandri, Rodolfo Torti, Spartaco Ripa, Nevio Zeccara, Giuliano Giovetti, Franco Oneta, Claudio Onesti (Clod), Giorgio Sommacal, Stelio Fenzo, Nadir Quinto, Paola Formica, Antonio Sciotti, Otello Scarpelli, Paolo Del Vaglio, Athos Carenghi (Athos), Renato Polese, Claudio Nizzi, Ivo Milazzo, Mario Rossi (MaRò), Sergio De Simone, Alfredo Brasioli
- Adalberto di Cuorsincero
- Agente Allen
- Agenzia Scacciamostri
- Amar Singh
- All'ombra del campanile rosso
- Angeli del West
- Angelo Dei
- Area di servizio
- Arturino
- Gli astrostoppisti
- Babe Ford
- Bau & Woof
- Bellocchio e Leccamuffo
- I biondi lupi del nord
- Bob Jason
- Bob Kent
- Bug Barri
- Capitan Erik
- Capitan Rogers
- Capitan G
- Il campione
- Cheyenne
- Cichillo
- Chiricahua
- Ciccino Baliotto
- Il colonnello Caster'Bum
- Il commissario Spada
- Cocco Bill
- Contatti
- Corsari di classe Y
- Dante
- Dado & Cami
- Dev Bardai
- I Delfini
- Dodo & Cocco
- Don Matteo
- Due cuori e un'astronave
- Elementare, Watson
- E-Team
- La famiglia Arcobaleno
- Le fiabe sbagliate di Nonno Nedo
- Firemen
- Fra due bandiere
- Franci
- Fra Tino
- I fuggiaschi
- Gec Sparaspara
- Il Giornalino della giungla
- I giorni dell'impero
- Gray Logan
- Hans e Chica
- Le inchieste del maresciallo
- Jackson Ranch
- Jack Speed
- Jacopo del Mare
- Jim Lacy
- Kriss Boyd
- La Linea
- Larry Yuma
- Leo & Aliseo
- Magda & Moroni
- Magrin della Padella
- Manhò-Masì-Mavah
- Maj Lin
- Max Le Tax
- Max Mado
- Max Martin
- Micromino
- Mister Charade
- Mitty
- Nicoletta
- Paco y Manolito
- Paky
- Pasqualo
- La pattuglia ecologica
- Pallino
- Paulus
- Petra Chérie (continuato su Alter Alter)
- Piccoli grandi uomini
- Piccolo Dente
- Pigy
- Pinky
- Pirolin che Pirolava
- Pit Cometa
- Piuma Rossa
- Pon Pon
- Quartiere 9T
- I racconti di padre Brown
- I racconti di Saloon
- Rosco & Sonny
- Ricky Bravo
- Il Signor Beniamino
- Simba il figlio del fiume
- Il sogno di Icaro
- Il soldato Cascella
- Sophia
- Spugna
- Star Trash
- Stazione Centrale
- Steam Rail
- Steve Damon
- Supergame
- Susanna
- Tenente Marlo
- Tennis Academy
- Tiki
- Il tricheco vagabondo
- Topeka Smith
- Uomini senza gloria
- Wanneka il navaho
- XIX Strange Days
- Yelo III
- Vele e capitani
- Vermetto Sigh
- Vita da cani
- Zia Agatha
- Zia Rapunzia
- Super Zia Gabry